# 利茲貝克特大學
利茲貝克特大學（英語：Leeds Beckett University），原稱利茲都會大學（英語：Leeds Metropolitan University）是位於英國西約克郡利茲的公立大學，在市中心和Headingley郊區有分校區。1992年獲大學地位，之前則是一所理工學院。

## 歷史

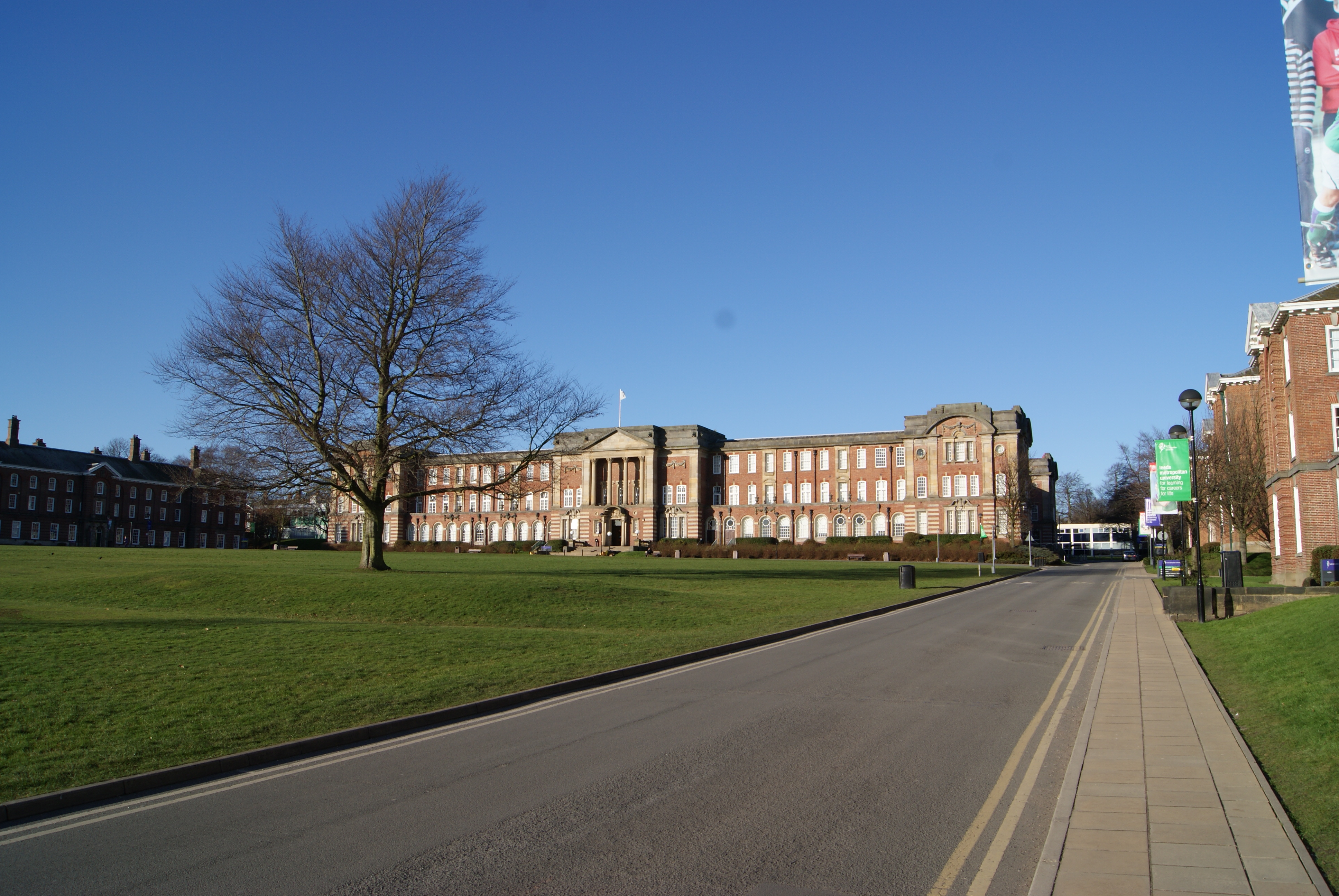
貝克特公園校區

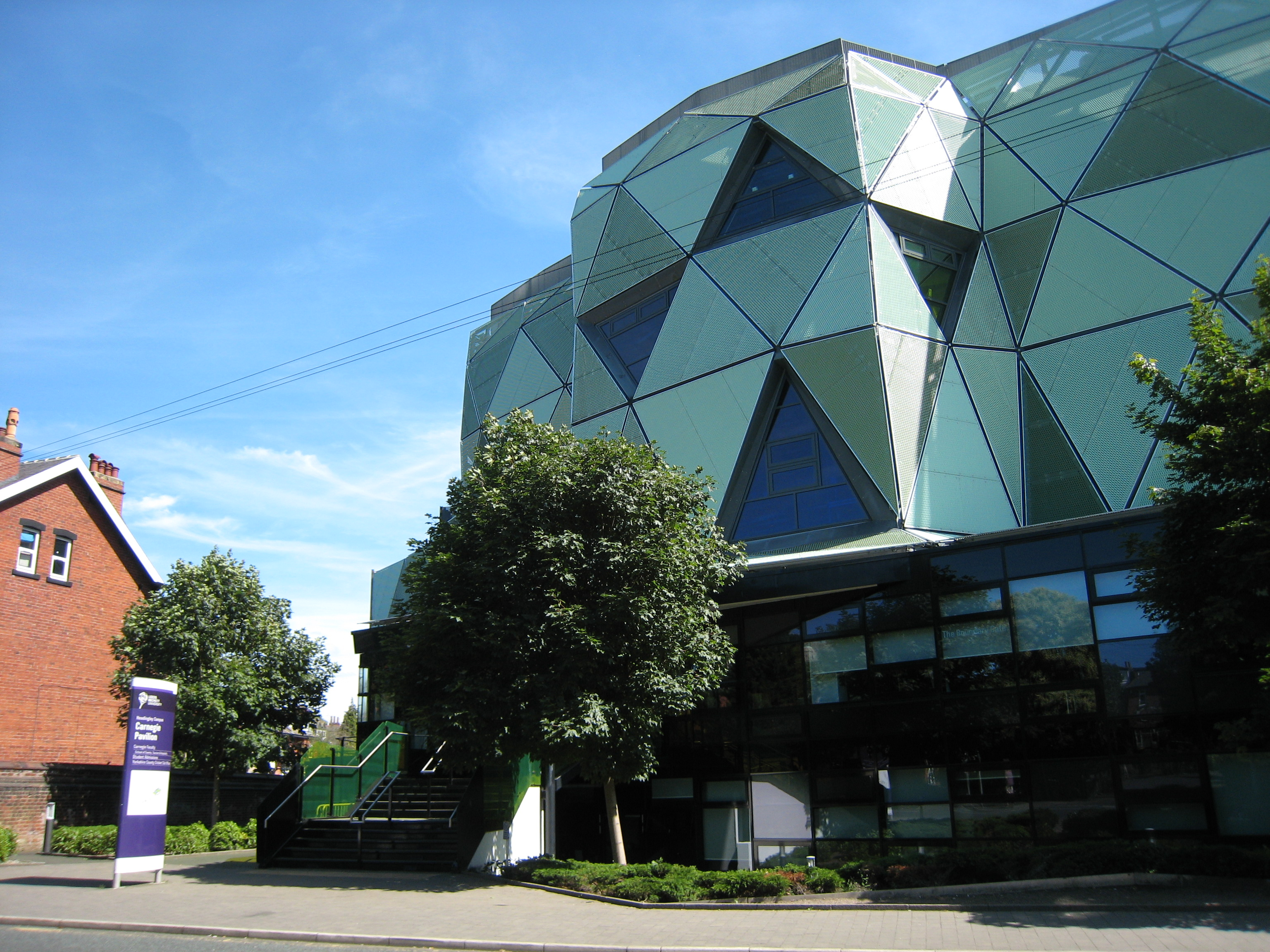
Carnegie Pavilion

利茲貝克特大學的歷史可追溯至1824年創建的利茲力學研究所，1970年形成利茲理工學院（Leeds Polytechnic）。1992年獲得大學地位，改名利茲都會大學。
2013年學校董事會宣佈已經向英國樞密院提交申請將大學改名為利茲貝克特大學，以紀念大學最早的校區貝克特公園，該公園則是以歐內斯特·貝克特，第二代格里姆索普男爵之名命名的，這個計劃雖遭到了學生的反對，但樞密院依然在2013年11月批准了改名方案，2014年9月改現名。大學校徽本身沒有發生變化，仍然採用紫色的玫瑰。

## 聲譽
2006年11月該大學獲得泰晤士高等教育的“社區貢獻獎”，2007年6月獲評英國最環境友好的大學
。

## 外部連結
- 官方網站 （页面存档备份，存于）